# Upplands runinskrifter 365
Upplands runinskrifter 365 är ett försvunnet vikingatida runstensfragment som funnits i Gådersta, Skepptuna socken och Sigtuna kommun. Runstensfragmentet är cirka 0,4 meter högt och cirka 0,6 meter brett. Fragmentet var på 1600-talet inmurat inuti en ugn, men är alltså numera förkommet. Stenen har utgjort toppdelen av en runsten.

## Inskriften
Translitterering av runraden:
[... s-ain · hakua · iftiʀ ...]
Normalisering till runsvenska:
... s[t]æin haggva æftiʀ ...
Översättning till nusvenska:
... hugga stenen efter ...